# 赵家水磨遗址
赵家水磨遗址，位于中国甘肃省酒泉市肃州区，为一个省级文物保护单位，类型为古遗址。
赵家水磨遗址的历史年代为新石器时代至青铜时代。